# Zwaartekrachtsslinger

Versnellen met behulp van hemellichaam. De sonde vliegt eigenlijk een stukje achter de planeet aan en krijgt door de zwaartekracht extra snelheid.

Afremmen met behulp van hemellichaam. De sonde nadert de planeet voorlangs waardoor deze door de zwaartekracht snelheid verliest.

Een zwaartekrachtsslinger of zwaartekrachtduw (gravitational slingshot of gravity assist in het Engels) is een techniek waarmee de richting en de snelheid van een interplanetaire ruimtesonde wordt gewijzigd door onderweg gebruik te maken van het zwaartekrachtsveld en de bewegingsenergie van een bewegende naburige planeet. Hiermee kunnen ruimtesondes versneld worden zonder dat dit extra energie kost. Hiermee kan dus brandstof, tijd en geld bespaard worden. Zonder deze techniek zouden missies naar de verste planeten van het zonnestelsel te duur zijn of zelfs onmogelijk doordat de benodigde ontsnappingssnelheid (om verder weg te vliegen van de zon) niet gehaald wordt. Bij aankomst kan dezelfde techniek ook gebruikt worden om een ruimtesonde af te remmen. Deze zwaartekrachtsslinger werd voor het eerst gebruikt door de Mariner 10, een sonde die in 1973 door de NASA werd gelanceerd. Later is de techniek nog vele malen toegepast bij sondes naar andere planeten, met name naar planeten die voorbij Mars liggen.
Wanneer een ruimtesonde (met een draagraket) gelanceerd wordt, bijvoorbeeld voor onderzoek naar de buitenplaneten van het zonnestelsel, dan zal deze niet genoeg snelheid hebben om haar bestemming in afdoende tijd te bereiken. Door gebruik te maken van een zwaartekrachtsslinger kan deze dan versnellen. Dit wordt gedaan door op een handige manier langs een bewegende planeet te vliegen. De ruimtesonde wordt dan tijdelijk gevangen door het zwaartekrachtsveld en lift een stukje mee op de zwaartekracht van de planeet. Hierdoor neemt deze een beetje bewegingsenergie over. Na het passeren van de planeet is zowel de baan als de snelheid van de sonde veranderd. De hoek waarin de sonde de planeet nadert, bepaalt de nieuwe snelheid en richting van de sonde.
De snelheid van de planeet verandert ook enigszins. Wat de sonde aan energie wint, wordt door de planeet verloren. Gezien de verhouding tussen de massa van de satelliet en de enorme massa van de planeet is het effect op de snelheid van de planeet echter volledig te verwaarlozen. Overigens is er vanuit de planeet gezien geen sprake van versnelling. Van hieruit gezien lijkt de sonde slechts van baan te veranderen.
De techniek kan ook worden gebruikt om een ruimtesonde te vertragen. Een voorbeeld hiervan is de Parker Solar Probe die tijdens de 24 omwentelingen om de zon zeven maal langs Venus vliegt om te vertragen en daardoor steeds dichter langs de zon vliegt. Deze kwam hierdoor in een steeds lagere baan rond de zon. Een zwaartekrachtsslinger kan ook door de aarde worden gegeven om een ruimtesonde in een zodanig excentrische baan om de zon te brengen dat deze na verloop van tijd de aarde weer passeert. Dit gebeurde onder meer met de ruimtesonde OSIRIS-REx die ingezet werd om monsters te nemen in de buurt van de planetoïde (101955) Bennu en die weer terug te brengen naar de Aarde.

## Afbeeldingen

Het effect van de zwaartekrachtsslinger gezien vanaf een afstand (bijvoorbeeld de zon) en vanuit de planeet zelf. Vanuit de planeet gezien verandert de snelheid van de sonde niet, alleen de baan verandert.
Verschillende voorbeelden van het gebruik van de zwaartekrachtsslinger.
Het traject van de Parker Solar Probe (paars) vanaf de aarde (donkerblauw) om de zon (geel) met remmende zwaartekrachtsslingers van Venus (lichtblauw) waarbij Mercurius (groen) wordt ontweken.
Het traject van OSIRIS-REx (paars) naar Bennu (groen) met een lancering vanaf en een zwaartekrachtsslinger van de aarde (blauw).